# گرتچن ویلسون
گرتچن ویلسون (انگلیسی: Gretchen Wilson؛ زادهٔ ۲۶ ژوئن ۱۹۷۳) یک موسیقی‌دان اهل ایالات متحده آمریکا است.